# فراوانی طبیعی

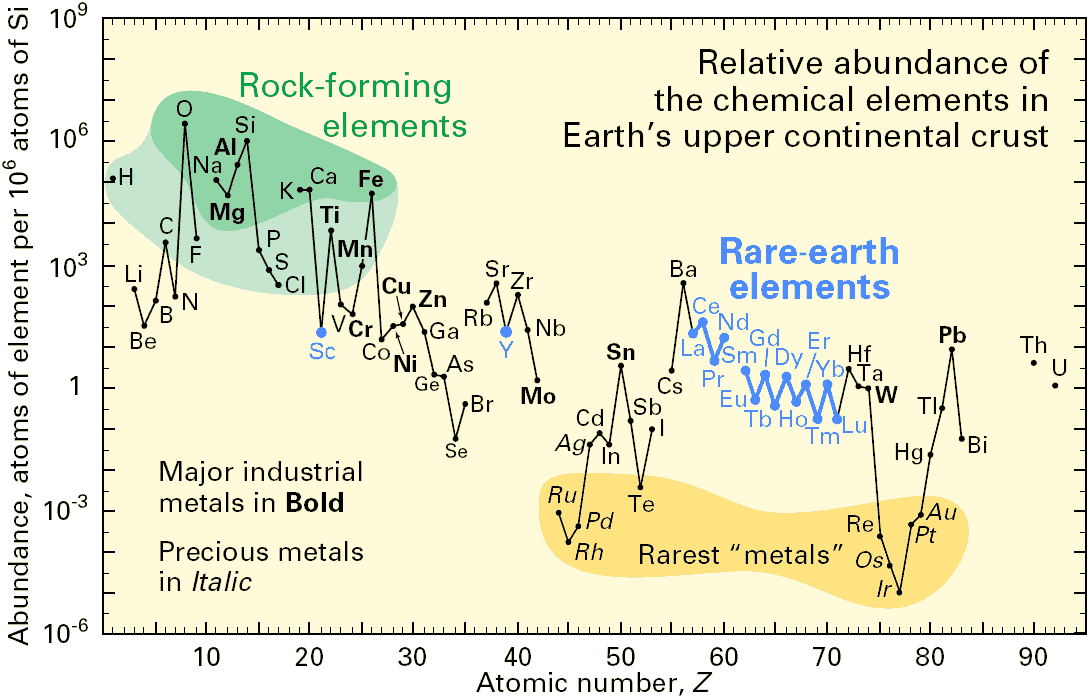
فراوانی نسبی چند عنصر شیمیایی

فراوانی طبیعی در علم شیمی بیانگر میزان نسبی فراوانی ایزوتوپ های یک عنصر شیمیایی در طبیعت است.مقدار متوسط جرم اتمی این ایزوتوپ‌ها در جدول تناوبی عناصر فهرست شده‌است. فراوانی نسبی عناصر مختلف متفاوت است و حتی در مناطق مختلف زمین یا از سیاره ای به سیاره دیگر متغیر است اما در زمان نسبتا ثابت باقی مانده‌است.